# Gérion
Pour les articles homonymes, voir Géryon (homonymie).
En héraldique, le gérion est une figure imaginaire assez rare représentée par une tête à trois faces humaines, une de front, les deux autres de profil sur les côtés droit et gauche. On le trouve parfois blasonné tête de gérion.